# FK Sachalin
FK Sachalin (Russisch: ФК ПСК Сахали́н Южно-Сахалинск) is een Russische voetbalclub uit Joezjno-Sachalinsk, een plaats op het eiland Sachalin in het Verre Oosten. 

## Geschiedenis
Sachalin werd in 2004 opgericht. Tussen 1969 en 1992 speelde er onder deze naam al een club, het huidige  Portovik-Energija Cholmsk. In het seizoen 2013/14 won Sachalin de poule in de Tweede divisie waardoor het in de Eerste divisie ging spelen. FK Sachalin degradeerde na één seizoen. 
Hoewel het in 2017/18 en 2018/19 wel weer kampioen werd van het derde niveau, ontbraken de financiële middelen om te promoveren. Mede de lange afstanden en de tijdsverschillen met het westen van Rusland (waar de meeste clubs vandaan komen) waren een reden om van promotie af te zien.